# Montalba
Montalba è una comunità non incorporata degli Stati Uniti d'America, situata nella Contea di Anderson dello Stato del Texas. Secondo il censimento statunitense effettuato nel 2000 il numero di abitanti ammontava a 110.

## Geografia
Montalba è situata sulla strada statale 19 (State Highway 19), a dieci miglia a nord di Palestine, nel centro-nord della Contea di Anderson.